# 歐弗頓 (密蘇里州)
歐弗頓（英語：Overton）是位於美國密蘇里州庫珀縣的非建制地區。

## 歷史
歐弗頓的郵局於1864年設立，其後於1944年停運。

## 地理
歐弗頓所處的海拔為高於海平面180米（即591英呎），而該地所採用的時區為UTC-6，即北美中部時區（CST）。同時該地設有夏令時間，為UTC-6調快一小時，即UTC-5（CDT）。